# 인지세법

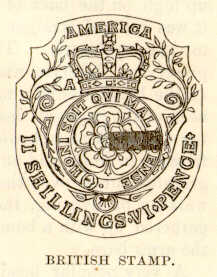
영국 수입 인지

인지세법(영어: Stamp Act)은 1765년 3월 22일, 조지 3세가 재가하고, 같은 해 11월 1일에 시행된, 영국이 미국 식민지에 부과한 인지세를 정한 법이다. 이것은 신문, 팜플렛 등의 출판물, 법적 유효한 모든 증명서, 허가증, 플레잉 카드 등에 인지를 붙이는 것을 의무화한 것이다. 1766년 3월 20일에 폐지되었다.

## 배경
영국은 신성로마제국, 프랑스, 러시아 제국 등과 싸운 7년 전쟁으로 부채가 급증하여 재정난에 빠졌고, 식민지에 대한 과세를 통해 재정난을 극복하려고 했다. 이것이 식민지 개척민들의 반발을 초래하여, ‘미국 독립 전쟁’의 단초가 되었다. 영국은 ‘7년 전쟁’에서 프랑스 등에 승리했지만, 그 때문에 국채 발행을 통해 늘어난 부채는 엄청난 것이었다. (7년 전쟁이 끝났을 때 1억 3000만 파운드로 세수 총액의 약 절반을 차지했다.) 이를 상환하기 위해 당시의 조지 그렌빌 내각은 식민지에 대한 과세를 시작했다. 이것은 군의 일부를 미국에 주둔시키고, 그 비용을 식민지 개척민들에 부담을 전가하는 것으로, 식민지 과세에 대해 영국 본국에서 반대는 거의 없었다. 그러나 증세의 수혜자, 즉 국채 보유자가 영국 본국에 집중되어 있었으며, 13개 식민지에서 영국 의회에 대표가 선출되지 않은 것 등의 이유로 식민지 개척민들은 강하게 반발했다. 인지세는 보이콧되었고, 이듬해 1766년 철폐를 하게 되었다. 그러나 본국과 식민지와의 관계는 점점 악화되어 ‘보스턴 차 사건’ 등이 일어나 양자는 대결 국면으로 접어들었고, 이것은 ‘미국 독립 전쟁’으로 발전했다.

## 같이 보기
- 타운젠드법
- 병영법
- 무대표 무과세